# José Cobo Cano
José Cobo Cano (Sabiote, 20 de septiembre de 1965) es un jurista, sacerdote católico y cardenal español, arzobispo de Madrid (desde 2023), ordinario para los fieles de rito oriental en España (desde 2024), y vicepresidente de la Conferencia Episcopal Española (desde 2024). Fue obispo titular de Beatia y obispo auxiliar de Madrid, desde 2018 hasta 2023.

## Biografía
José nació el 20 de septiembre de 1965, en el municipio español de Sabiote, Jaén; donde fue bautizado en la Iglesia parroquial de San Pedro, a los tres días de haber nacido, el 23 de septiembre de 1965. Hijo de Agustín Cobo y de Pauli Cano Reyes. Su tío materno, Lucas Cano Reyes, también es sacerdote.
Tras realizar estudios de Derecho, en la Universidad Complutense de Madrid, obtuvo la licenciatura en Derecho en 1988, año en el que ingresó al Seminario Conciliar de Madrid, donde realizó los estudios eclesiásticos.
En 1992, obtuvo el bachillerato en Teología de la Universidad Eclesiástica San Dámaso. Cursó estudios de Ciencias Morales (1994-1996), en el Instituto Redentorista de Ciencias Morales de la Universidad Pontificia Comillas.

### Presbítero
Su ordenación sacerdotal fue el 23 de abril de 1994, a manos del cardenal-arzobispo Ángel Suquía; incardinándose en la archidiócesis de Madrid.
Como sacerdote ha desempeñado los siguientes ministerios:
- Viceconsiliario de Hermandades del Trabajo de Madrid (1994-1996).[7]
- Vicario parroquial (1995-2000) y arcipreste de San Leopoldo (2000).
- Profesor en la Escuela de Agentes de Pastoral de Madrid (1996- 2000).[8]
- Miembro del Consejo Presbiteral (2000-2012; 2015-2017).
- Profesor en el Centro de Estudios Sociales de Cáritas-Madrid (2000-2012).[8]
- Párroco de San Alfonso María Ligorio (2000-2015).
- Arcipreste de Ntra. Sra. del Pilar de Aluche-Campamento (2001-2015).
- Miembro de la Comisión Permanente del II Sínodo diocesano (2002-2005).[7]
- Vicario episcopal de la Vicaría II Nordeste (2015-2017).
- Miembro del Consejo Diocesano de Pastoral (2015-2017).[1]

### Obispo
Obispo auxiliar de Madrid
El 29 de diciembre de 2017, el papa Francisco lo nombró como obispo auxiliar de Madrid, junto a Santos Montoya y Jesús Vidal. También lo nombró obispo titular de Beatia. Fue consagrado el 17 de febrero de 2018, en la Catedral de la Almudena, a manos del cardenal-arzobispo Carlos Osoro.
Arzobispo de Madrid

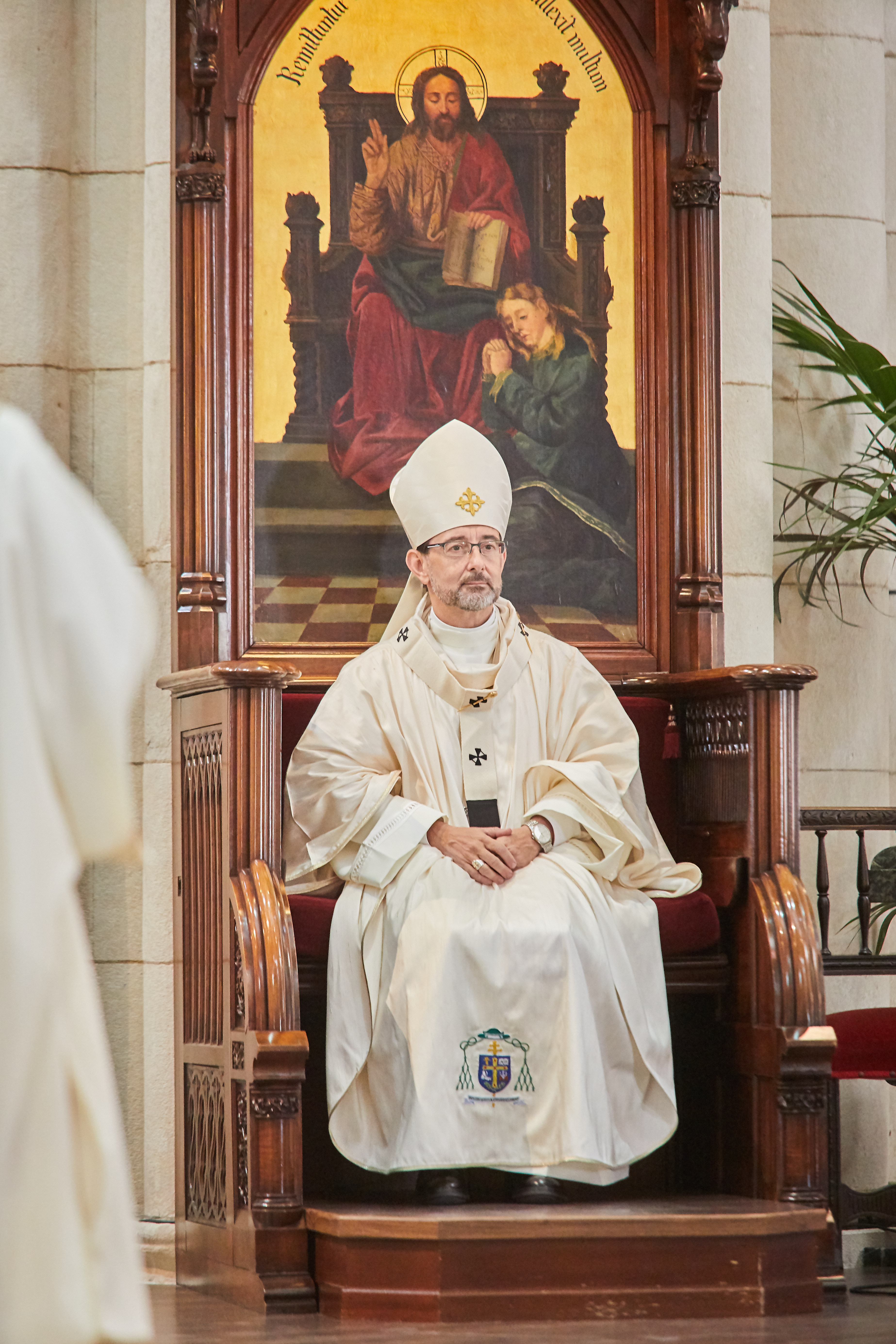
Cobo en su posesión como arzobispo (2023).

El 12 de junio de 2023, el papa Francisco lo nombró arzobispo de Madrid.
El 29 de junio, en una ceremonia en la Basílica de San Pedro, recibió el palio arzobispal de manos del papa Francisco.
Tomó posesión canónica el  8 de julio del mismo año, durante una ceremonia en la Catedral de la Almudena. El arzobispo Bernardito Auza, le impuso el palio durante la posesión. Como arzobispo de Madrid adquiere el cargo de Gran Canciller de la Universidad Eclesiástica San Dámaso.
El 5 de septiembre de 2023 fue nombrado miembro del Dicasterio para los Obispos, ad quinquennium.
El 1 de marzo de 2024, fue nombrado ordinario para los fieles de rito oriental en España.
Conferencia Episcopal Española
En la Conferencia Episcopal Española es, desde julio de 2023, miembro de la Comisión Ejecutiva y de la Comisión Permanente. 
El 5 de marzo de 2024, fue elegido vicepresidente de la Conferencia Episcopal Española.
Anteriormente, ha sido miembro de la Comisión Episcopal de Pastoral Social (2018-2020), miembro de la Comisión Episcopal de Pastoral Social y Promoción humana (2018-2020), responsable del Departamento de Pastoral Penitenciaria (2020-2021) y responsable del Departamento de Migraciones (2020-2023).

### Cardenalato
Fue creado cardenal por el papa Francisco durante el consistorio del 30 de septiembre de 2023, con el titulus de cardenal presbítero de Santa María de Montserrat de los Españoles. Tomó posesión formal de su Iglesia Titular el 4 de febrero de 2024.
El 4 de octubre de 2023, fue nombrado miembro del Dicasterio para los Obispos y del Dicasterio para los Laicos, la Familia y la Vida.
Fue nombrado coordinador del grupo de estudio para la revisión de la Ratio Fundamentalis Institutionis Sacerdotalis en perspectiva sinodal misionera constituido en julio de 2024, tras la primera sesión de la XVI Asamblea General Ordinaria del Sínodo de los obispos (octubre 2023).
El 22 de octubre de 2024 fue nombrado miembro del Dicasterio para las Iglesias Orientales.

## Condecoraciones
El 13 de julio de 2024, recibió el nombramiento de Hijo predilecto de la Muy Leal y Noble Villa de Sabiote.

## Escudos de armas
|                 |
| Obispo auxiliar |

|           |
| Arzobispo |

|          |
| Cardenal |